# Charlot croitor
 Charlot croitor  (în engleză The Count) este un film american de comedie din 1916 produs de Henry P. Caulfield și scris și regizat de Charlie Chaplin. În alte roluri interpretează actorii Edna Purviance, Eric Campbell și Leo White.

## Distribuție
- Charles Chaplin - Tailor's apprentice
- Edna Purviance - Miss Moneybags
- Eric Campbell - Tailor
- Leo White - Count Broko
- Charlotte Mineau - Mrs. Moneybags
- Albert Austin - Tall Guest
- John Rand - Guest
- Leota Bryan - Young Girl
- Frank J. Coleman - Policeman
- James T. Kelley - Butler
- Eva Thatcher - Cook
- Tiny Sandford - Guest
- Loyal Underwood - Small Guest
- May White - Large Lady